# نووه سن کارلوس

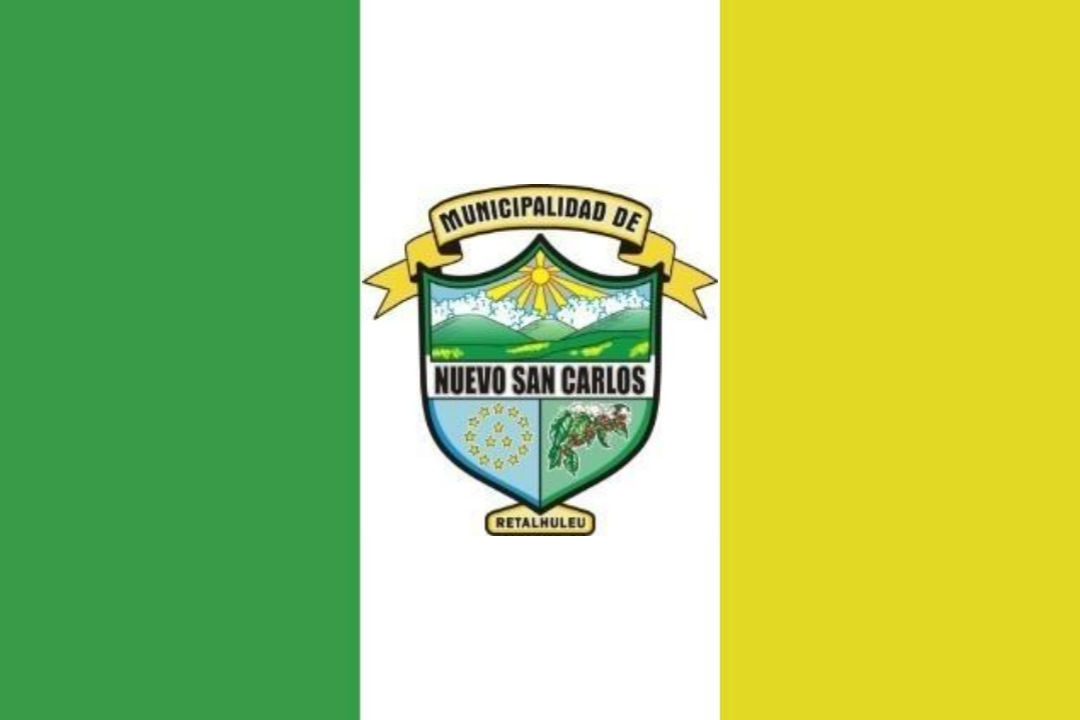
نووه سن کارلوس

نووه سن کارلوس (به اسپانیایی: Nuevo San Carlos) یک منطقهٔ مسکونی در گواتمالا است که در شهرستان رتالوولو واقع شده‌است. نووه سن کارلوس ۶۴ کیلومتر مربع مساحت دارد ۳۷۵ متر بالاتر از سطح دریا واقع شده‌است.